# Wahlstedt
Wahlstedt är en stad i Kreis Segeberg i förbundslandet Schleswig-Holstein i Tyskland.